# If It's All I Ever Do
Efter segern i Fame Factory våren 2003, släppte då 24-årige Anders Johansson sitt debutalbum mot början av sommaren samma år. Skivan If It's All I Ever Do innehåller pop/rock-låtar skrivna både av honom själv och Alexandra och innehåller bland annat hiten Without You plus en cover på Bryan Adams 
80-talsballad Heaven. 

## Låtförteckning
(* tyder på singel)
1. Without You*
2. She Said
3. Lost And Found
4. Sooner Or Later
5. If It's All I Ever Do*
6. Save You
7. It's Over
8. Thousand Miles
9. Too Many Nights
10. Where Were You
11. Heaven
12. Last Flight Out
13. She Loves Me